# Llengües tòngiques
La família de llengües tònguiques son un grup petit de llengües polinèsies. Està composta per dues llengües, el tongalès i el niueà, i possiblement per una tercera, el Niuafoʻouan.